# Sopa de escaramujo

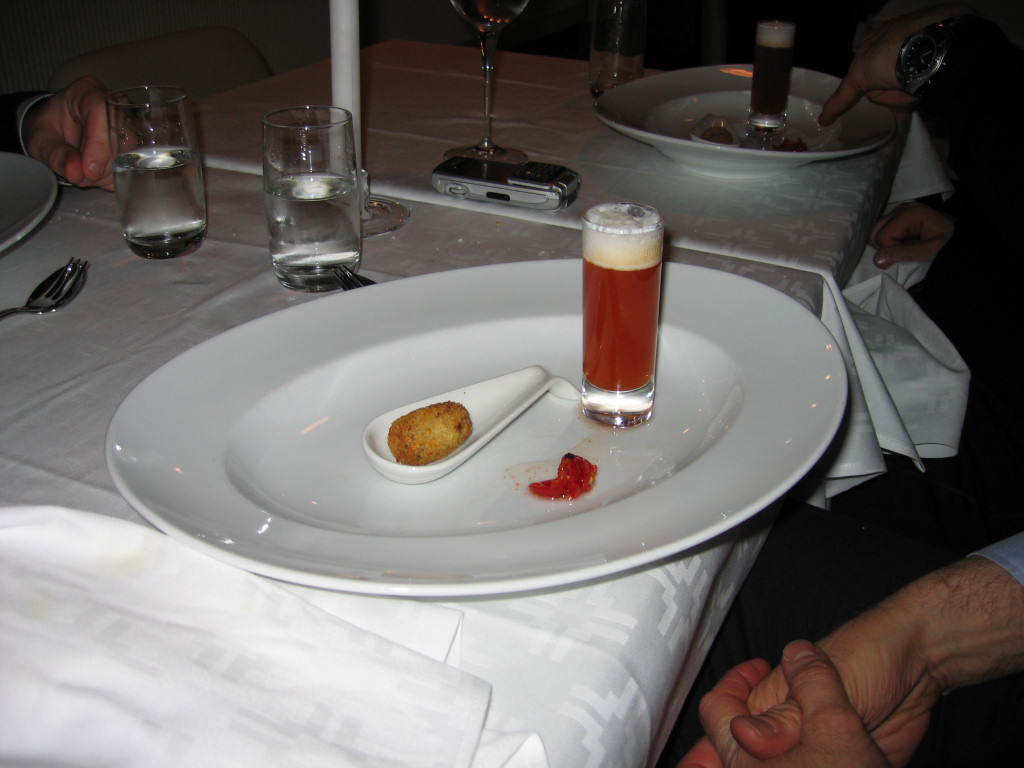
Sopa de escaramujo.

La sopa de escaramujo es una sopa hecha con escaramujo, el fruto de la rosa. Es popular en Suecia. Se sirve a menudo como postre con leche, nata o helado de vainilla.
La leche o la crema no están incluidas en la receta básica, pero se pueden usar para obtener una consistencia más espesa. La sopa de rosa mosqueta se puede preparar con rosa mosqueta seca y deshuesada o con rosa mosqueta fresca hervida y colada. Las tiendas de comestibles también venden sopa de rosa mosqueta preparada y polvo para mezclar con agua. La sopa de rosa mosqueta se puede consumir caliente o fría y en un plato o en una taza/vaso. Suele servirse como snack o postre y en ocasiones con, por ejemplo, bizcochos de almendras, rodajas de plátano, almendras laminadas, nata montada o helado de vainilla.
La sopa de rosa mosqueta aparece en sueco desde 1749. En el siglo XIX, a los pacientes en psiquiatría se les podía servir sopa de rosa mosqueta con pasas y jarabe de postre según las etiquetas de los alimentos en conserva.
En la década de 1950, la sopa de rosa mosqueta era un postre común en Suecia con comidas como albóndigas y macarrones guisados.
Los escaramujos tienen un contenido especialmente alto de vitamina C.

## Descripción y preparación
Los mejores escaramujos o nypon para hacer la sopa son los escaramujos grandes de Rosa rugosa, pero también se usan comúnmente los escaramujos más pequeños de Rosa canina y Rosa dumalis. Los escaramujos se forman después de que se caen los pétalos de rosa. Se recolectan después de la primera helada del otoño, una vez maduros y rojos, luego se secan. Nyponsoppa se hace típicamente con escaramujos secos, agua, almidón de patata (como espesante) y azúcar. Los escaramujos se hierven hasta que estén suaves y luego se mezclan con una batidora. A continuación, la mezcla se pasa por un colador y se espesa con fécula de patata. Los escaramujos son ricos en vitamina C.